# Srpsko Kraljevstvo
Srpsko Kraljevstvo bilo je feudalna država koja se razvila iz Raške i trajala do 16. travnja 1346. godine, kada je za vladavine Stefana Dušana postala Srpsko Carstvo.

## Povijest

### Uspon Stefana i Save Nemanjića
Godina 1199. obilježila je smrt srpskog velikog župana i osnivača dinastije Nemanjića, Stefana Nemanje. Za sobom je ostavio temelje srpske države i tri sina, Vukana, Stefana i Rastka. Rasprava između dva starija brata o pravu na prvenstvo u državnoj upravi prerasla je u sukob. Sve do prvih godina trinaestog stoljeća tinjala je ova borba, ponekad provaljujući u otvorenu netrpeljivost. U prvo vrijeme Vukan je uspijevao održati vlast u Srbiji, djelujući iz svog sigurnog utočišta u Zeti (bivšoj Duklji) koju je naslijedio od oca. 
Najmlađi Nemanjin sin Rastko od samog početka se uključio u presuđivanje koji od starije braće treba biti vladar u Srbiji. Još kao dječaku otac mu je dao novoosvojeni Hum na upravu. Ali, mladi Rastko je već 1191. napustio Hum i otišao je prijeći u svećenike. Od tada nosi ime opata - Sava i po tome je ostao poznat. 
Iako je Nemanja odredio Stefana za svog nasljednika koji je bio veliki župan od 1196., Vukan je, uz pomoć ugarskog kralja Emerika, osigurao premoć u Srbiji i protjerao Stefana, 1202. godine. Tako je Vukan postao velikim županom od 1202. do 1203. Nekoliko godina kasnije, 1204. ili 1205. Stefan je uspio, postepeno osvajajući srpske zemlje, preuzeti vlast u Srbiji uz pomoć Bugara. U vrijeme sukoba između Vukana i Stefana, Vukan je bio taj koji je uživao podršku katoličke vlastele u Zeti. Oslanjao se na prijateljstvo Ugarske i pape. Kada je za trenutak pobijedio Stefana priznao je prvenstvo katoličkoj crkvi i vrhovnu vlast ugarskog kralja. Tako se ipak ostvarila Nemanjina želja da Stefan ovlada zemljom, a da Vukan bude "veliki knez" jedne pokrajine. Prenošenje moštiju Stefana Nemanje iz Hilandara u samostan Studenicu pomoglo je pomirenju između dva brata. Glavnu ulogu u tom činu imao je treći brat, Sava.
Rušenje Bizantskog carstva pod naletima križara (četvrti križarski rat) i nastanak više novih država (Latinsko Carstvo, Solunska Kraljevina, Nicejsko Carstvo i dr.) na tlu starog carstva promijenio je odnos snaga na jugoistoku Europe. Osamostalio se i Epir, a usporedno sa Srbijom jačalo je i Drugo bugarsko carstvo, a samim padom Bizanta uvelike je ojačala i Ugarska. Stefan je morao u više mahova odbiti vanjske napade kako bi osigurao samostalan razvitak srpske države. Balkanski poluotok se podijelio na dva svijeta. S jedne strane stajale su one države koje su pripadale bizantskom duhu (Srbija, Bugarska i dr.). S druge strane nalazile su se  države latinskih križara ili grčke države. 
Poslije pobjede Stefana nad Vukanom i sam Stefan se okrenuo Zapadu, Mletačkoj Republici i Rimu. Najvažniji korak u ovom svom opredjeljenju Stefan je učinio kad se oženio Anom Dandolo. Njegov prvi pokušaj da od pape Inocenta III. dobije kraljevsku čast nije uspio. Ali, njegova upornost se isplatila 1217. godine. Sava je te godine poslao u Rim svog učenika Metodija koji od pape Honorija III. dobiva blagoslov za krunjenje. Na saboru u samostanu Žiči, Sava je okrunio brata Stefana krunom donesenom iz Rima. Te 1217. Stefan je postao prvi srpski kralj, a vjenčanje krunom je drevni izraz za čin krunjenja i zato dobiva naziv Prvovjenčani, a Srbija je postala prvi put kraljevina. Vladao je nešto više od dva desetljeća (1205 - 1228).
Događaj koji je imao još presudniji značaj od ustoličenja Srbije kao kraljevine, bilo je stvaranje srpske autokefalne (samostalne) pravoslavne crkve. Ključnu ulogu u ovoj možda najdalekosežnijoj odluci u srpskoj povijesti imao je Sava Nemanjić. Godine 1219. Sava odlazi u Niceju. Od tamošnjeg cara Teodora I. Laskarisa i patrijarha Manuelala Sarantena Haritopula uspjeva postići akt o samostalnosti srpske crkve. To je značilo da srpski arhijereji stječu pravo potpuno sami birati svog arhiepiskopa. Prvi srpski arhiepiskop postao je Sava u proljeće 1219. godine. Odmah poslije toga, Sava je započeo veliki posao učvršćivanja unutrašnje i vanjske organizacije srpske crkve. Tako su stvorene nove episkopije, obrazovano svećenstvo, a izvodili su se i prijevodi crkvenih spisa. On je bio taj koji je udario temelje srpskog pravoslavlja i u duhovnom i u organizacijskom smislu, kojeg Srbi danas poznaju i prihvaćaju. Arhiepiskop Sava i kralj Stefan su biografijama svog oca Nemanje pokrenuli i srpsku književnost feudalnog vremena. 

### Vladavina Radoslava, Vladislava, Uroša I. i Dragutina
Sljedeću generaciju srpskih vladara — Stefan Radoslav, Vladislav i Uroš I. — obilježila je stagnacija državne strukture. Sva tri kralja bila su ovisna o nekim od susjednih država - Bizanta, Bugarske ili Mađarske. Odlučujuće su imale veze s Mađarima, jer je Uroša naslijedio njegov sin Stefan Dragutin, čija je žena mađarska princeza. Kasnije, kada je Dragutin abdicirao u korist svog mlađeg brata Milutina, 1282. godine, mađarski kralj Ladislav IV. mu je dao zemljišta u sjeveroistočnoj Bosni i Beogradu, dok je uspio pobijediti i pripajati zemlje u sjeveroistočnoj Srbiji. Tako su neki od tih teritorija po prvi puta postali dio srpske države. Njegova nova država zvala se Kraljevstvo Srem. U to je doba naziv Srem bio oznaka za dva područja: Gornji Srem (današnji Srem) i Donji Srem (današnji Mačva). Kraljevina Srijema pod vladavinom Stefana Dragutina jest Donji Srem, ali neki povijesni izvori spominju da je Dragutin također vladao Gornjim Srijemom i Slavonijom. 

### Vladavina Milutina
Pod Dragutinovim bratom, kraljem Milutinom, Srbija je ojačala, unatoč tome što je povremeno ratovao na tri različita fronta. Kralj Milutin bio je diplomat sklon upotrebi uobičajenih srednjovjekovnih diplomatskih i dinastičkih brakova. Također je poznat po izgradnji crkava, od kojih su neki najljepši primjeri srednjovjekovne srpske arhitekture, uključujući samostan Gračanicu na Kosovu, katedralu u samostanu Hilandar na planini Athos i Crkvu sv. Arhanđeo u Jeruzalemu. Milutin je proglašen svetim, unatoč burnom životu. Na prijestolju je uspio njegov sin Stefan Dečanski.

### Kraljevstvo Stefana Dečanskog
Stefan Dečanski proširio je kraljevstvo na istok osvojivši Niš i okolne županije, a na jugu stjecanjem teritorija u Makedoniji, izgradio samostan Visokog Dečana u Metohiji, najmonumentalnijem primjeru srpske srednjovjekovne arhitekture, zarađujući mu nadimak.